# Eric Bergenstråhle
Eric Thorsten Bergenstråhle, född den 7 februari 1889 i Uppsala, död den 4 februari 1942 i Stockholm, var en svensk bankman.
Bergenstråhle var son till Gillis Bergenstråhle.
Bergenstråhle genomgick Schartaus handelsinstitut 1905–1907 och handelsskola i London 1913–1914. Han var anställd i banker i Sverige och utlandet, Bankaktiebolaget Stockholm-Öfre Norrland 1907–1911, Banque des pays du Nord i Paris 1912–1913, Norrköpingsbanken 1914–1916 och Göteborgs bank 1916–1917. Bergenstråhle grundade Diskontoaktiebolaget i Stockholm 1918 och var verkställande direktör där till 1927, i aktiebolaget Diskontobanken från 1927.